# Miaplacidus
β Carinae (Beta Carinae) ist der zweithellste Stern (1,7 mag) im Sternbild Kiel des Schiffs am südlichen Sternhimmel. Der Stern ist ein Unterriese der Spektralklasse A2, der rund 110 Lichtjahre entfernt ist.
Der Stern trägt den historischen Eigennamen Miaplacidus. Der Namensursprung der ersten Silbe liegt möglicherweise im Plural des arabischen Mâ (Wasser). Sie bezieht sich aber eventuell auch auf die Navigation auf dem Wasser. „Miaplacidus“ (arabisch/lateinisch) könnte wörtlich „ruhige Wasser“ bedeuten. Andere Schreibweise: Maiaplacidus.